# Patrick Mouratoglou
Patrick Jean André Mouratoglou (Neuilly-sur-Seine, Francia, 8 de junio de 1970) más conocido como Patrick Mouratoglou es un entrenador de tenis profesional. Ha sido entrenador de tenistas como Jérémy Chardy, Grigor Dimitrov o Serena Williams.

## Trayectoria como entrenador

### Inicios
Comenzó su carrera como entrenador, entrenando al chipriota Marcos Baghdatis al que entrenó desde 1999 hasta 2006 su principal logro con este tenista fue cuando este alcanzó el número uno del mundo en categoría junior en el año 2003. Luego entrenó durante dos años (2007-2009) a la rusa Anastasía Pavliuchénkova, en la temporada (2009-2010) a la francesa Aravane Rezaï, y también desde 2009 hasta 2012 a Yanina Wickmayer, en 2012 entrenó primeramente a Jérémy Chardy y a Grigor Dimitrov.

### Entrenando a Serena Williams
En 2012 se hizo oficial que era el nuevo entrenador de Serena Williams a la que estuvo entrenando hasta 2022. Siendo su entrenador Serena consiguió ganar 10 Grand Slam, una medalla de oro en los Juegos Olímpicos de Londres 2012 además de 3 WTA Finals entre otros logros destacados.

### Era post Serena Williams
En abril de 2022 se anunció que sería el nuevo entrenador de Simona Halep. Más tarde se anunció que sería el nuevo entrenador del prometedor Holger Rune hasta que Halep se recuperara de sus lesiones. Actualmente Halep se encuentra suspendida por dopaje hasta 2026.